# Euskal Telebista
Pour les articles homonymes, voir ETB.

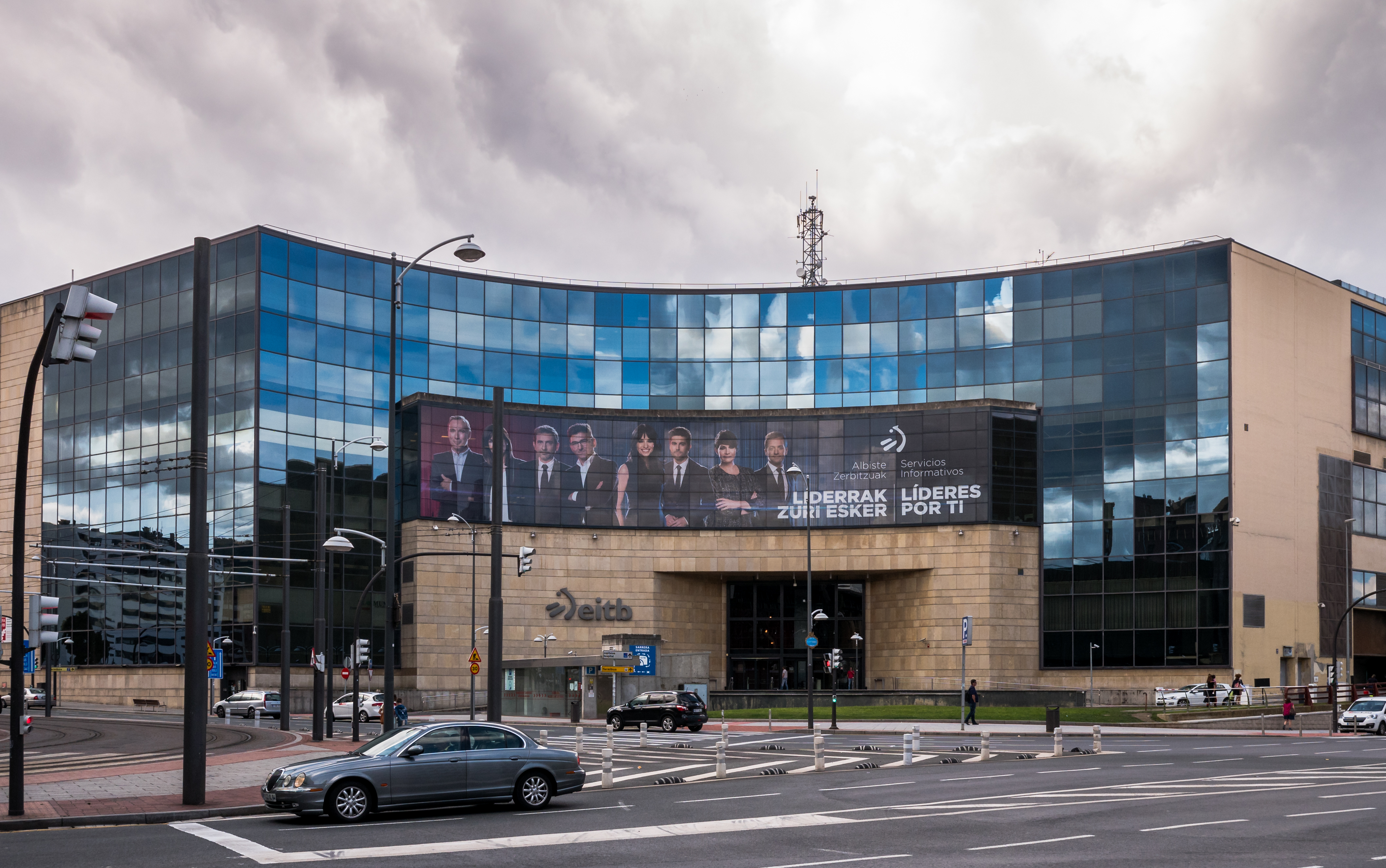
Bureaux principaux de ETB à Bilbao.

Euskal Telebista (ETB), en français Télévision Basque, est l'organisme télévisuel de Euskal Irrati Telebista (Radio-Télévision Basque), consortium dépendant du parlement basque.

## Liste des chaînes
Plusieurs chaînes existent:
- ETB 1 : première chaîne du groupe. La première 1re émission a été diffusée le 31 décembre 1982. Chaine généraliste émettant en basque.
- ETB 2 : 2e chaîne du groupe, lancée le 31 mai 1986. Chaine généraliste émettant en castillan.
- ETB 3 : 3e chaîne du groupe, lancée en 2008 et destinée à la jeunesse. Émet en basque.
- ETB 4 : 4e chaîne du groupe, lancée en 2014 et consacrée au divertissement. Émet en basque et castillan.
- ETB Basque : Chaîne satellite du groupe proposant les principaux programmes et émissions de ETB-1 et ETB-2.